# Забеле-Пікули
Забеле-Пікули (пол. Zabiele-Pikuły) — село в Польщі, у гміні Боґути-П'янки Островського повіту Мазовецького воєводства.
Населення — 153 особи (2011).
У 1975-1998 роках село належало до Ломжинського воєводства.

## Демографія
Демографічна структура станом на 31 березня 2011 року:
|          | Загалом | Допрацездатний вік | Працездатний вік | Постпрацездатний вік |
| -------- | ------- | ------------------ | ---------------- | -------------------- |
| Чоловіки | 80      | 19                 | 49               | 12                   |
| Жінки    | 73      | 18                 | 38               | 17                   |
| Разом    | 153     | 37                 | 87               | 29                   |